# Zandzak

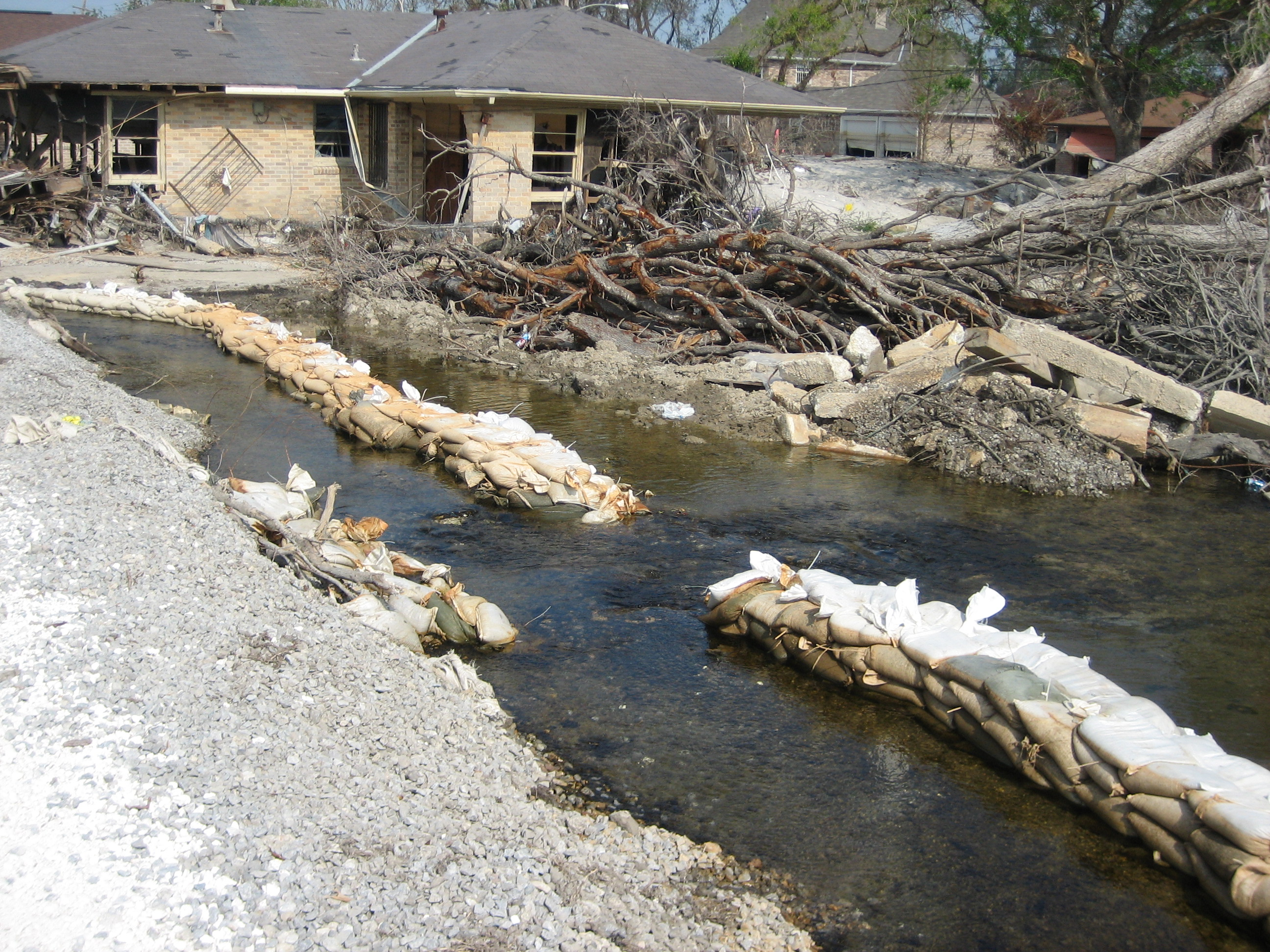
Zandzakken gebruikt tegen het water tijdens de ramp in New Orleans

Een zandzak is een zak gevuld met zand. Oorspronkelijk werden zandzakken gemaakt van jute, tegenwoordig worden deze ook gemaakt van polypropyleen, PVC en polyacryl.
Een zandzak wordt gebruikt voor:
- het tegenhouden van water bij overstromingen;
- het tegenhouden van kogels en granaten in verdedigingswerken door het leger;
- ballast bij ballonvaarten.

Zandzakken worden op locatie gevuld met zand en hebben een grootte zodat ze naar de exacte plek gedragen kunnen worden. Vroeger werden zandzakken altijd met de hand en een schep gevuld, maar tegenwoordig worden ook vaak machines gebruikt.

## Waterkering
Het gebruik van zandzakken dat de meeste mensen kennen is om het water tegen te houden tijdens rampsituaties, wanneer de rivieren dreigen te overstromen of als een dijk beschadigd is. Zandzakken worden ook gebruikt in niet-gevaarlijke situaties als een basis voor een nieuwe of hogere dijk. Veel mensen vinden zandzakken ineffectief om het water tegen te houden aangezien noch het zand noch de modder die daaruit ontstaat het water werkelijk tegenhoudt. Fijner materiaal zoals klei loopt vaak uit de zandzakken weg.

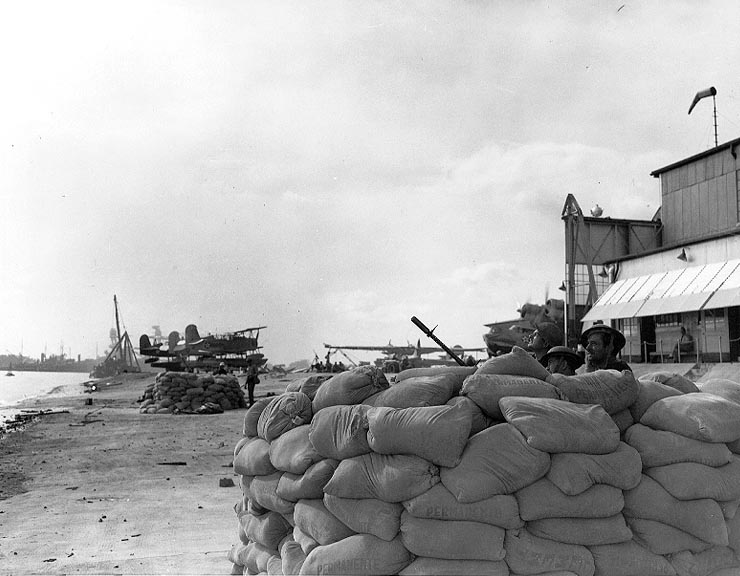
Zandzakken gebruikt ter verdediging van het geschut, na de aanval op Pearl Harbor

## Verdedigingswerken
In de krijgswetenschap worden zandzakken gebruikt als fortificatie of als tijdelijke verdediging van civiele gebouwen. Omdat zakken en grond erg goedkoop zijn kunnen dikke verdedigingsmuren goedkoop opgetrokken worden. Dankzij de samenstelling van zandzakken zijn ze ook vrij goed bestand tegen explosies.

## Ballast
Zandzakken worden verder nog gebruikt als ballast in de ballonvaart, deze worden afgeworpen als de ballonvaarder op wil stijgen.